# Claro Open Colsanitas 2017 - Qualificazioni singolare
Le qualificazioni del singolare del Claro Open Colsanitas 2017 sono state un torneo di tennis preliminare per accedere alla fase finale della manifestazione. Le vincitrici dell'ultimo turno sono entrate di diritto nel tabellone principale. In caso di ritiro di una o più giocatrici aventi diritto a queste sono subentrate le lucky loser, ossia le giocatrici che hanno perso nell'ultimo turno ma che avevano una classifica più alta rispetto alle altre partecipanti che avevano comunque perso nel turno finale.

## Teste di serie
1. Dalma Gálfi (primo turno)
2. Beatriz Haddad Maia (qualificata)
3. Tereza Martincová (ultimo turno, ritirata)
4. Cindy Burger (qualificata)
5. Paula Cristina Gonçalves (primo turno)
6. Françoise Abanda (ultimo turno)

1. Nadia Podoroska (qualificata)
2. Montserrat González (ultimo turno)
3. Conny Perrin (qualificata)
4. Teliana Pereira (ultimo turno)
5. Jil Teichmann (qualificata)
6. Fiona Ferro (qualificata)

## Qualificate
1. Nadia Podoroska
2. Beatriz Haddad Maia
3. Conny Perrin

1. Cindy Burger
2. Fiona Ferro
3. Jil Teichmann

## Tabellone

### Legenda
| - Q = Qualificato - WC = Wild card - LL = Lucky loser | - ALT = Alternate - SE = Special Exempt - PR = Protected Ranking | - w/o = Walkover - r = Ritirato - d = Squalificato |

### Sezione 1
|  | Primo turno | Primo turno     | Primo turno | Primo turno | Primo turno |  |  | Ultimo turno | Ultimo turno    | Ultimo turno    | Ultimo turno | Ultimo turno |  |
|  |             |                 |             |             |             |  |  |              |                 |                 |              |              |  |
|  | 1           | Dalma Gálfi     | 6           | 3           | 4           |  |  |              |                 |                 |              |              |  |
|  |             | Daniela Seguel  | 2           | 6           | 6           |  |  |              | Daniela Seguel  | Daniela Seguel  | 3            | 64           |  |
|  |             | Tereza Mrdeža   | 4           | 7           | 62          |  |  | 7            | Nadia Podoroska | Nadia Podoroska | 6            | 7            |  |
|  | 7           | Nadia Podoroska | 6           | 5           | 7           |  |  |              |                 |                 |              |              |  |

### Sezione 2
|  | Primo turno | Primo turno         | Primo turno         | Primo turno | Primo turno |  |  | Ultimo turno | Ultimo turno        | Ultimo turno | Ultimo turno | Ultimo turno |  |
|  |             |                     |                     |             |             |  |  |              |                     |              |              |              |  |
|  | 2           | Beatriz Haddad Maia | Beatriz Haddad Maia | 6           | 6           |  |  |              |                     |              |              |              |  |
|  |             | Paula Kania         | Paula Kania         | 2           | 2           |  |  | 2            | Beatriz Haddad Maia | 7            | 4            | 6            |  |
|  |             | Catalina Pella      | Catalina Pella      | 2           | 4           |  |  | 10           | Teliana Pereira     | 64           | 6            | 4            |  |
|  | 10          | Teliana Pereira     | Teliana Pereira     | 6           | 6           |  |  |              |                     |              |              |              |  |

### Sezione 3
|  | Primo turno | Primo turno        | Primo turno        | Primo turno | Primo turno |  |  | Ultimo turno | Ultimo turno      | Ultimo turno | Ultimo turno | Ultimo turno |  |
|  |             |                    |                    |             |             |  |  |              |                   |              |              |              |  |
|  | 3           | Tereza Martincová  | Tereza Martincová  | 6           | 6           |  |  |              |                   |              |              |              |  |
|  |             | Jacqueline Cako    | Jacqueline Cako    | 3           | 4           |  |  | 3            | Tereza Martincová | 6            | 1            | 1r           |  |
|  | WC          | Stephanie Nemtsova | Stephanie Nemtsova | 1           | 1           |  |  | 9            | Conny Perrin      | 3            | 6            | 3            |  |
|  | 9           | Conny Perrin       | Conny Perrin       | 6           | 6           |  |  |              |                   |              |              |              |  |

### Sezione 4
|  | Primo turno | Primo turno         | Primo turno      | Primo turno | Primo turno |  |  | Ultimo turno | Ultimo turno        | Ultimo turno | Ultimo turno | Ultimo turno |  |
|  |             |                     |                  |             |             |  |  |              |                     |              |              |              |  |
|  | 4           | Cindy Burger        | Cindy Burger     | 6           | 6           |  |  |              |                     |              |              |              |  |
|  |             | Jesika Malečková    | Jesika Malečková | 3           | 4           |  |  | 4            | Cindy Burger        | 7            | 3            | 6            |  |
|  | WC          | Dayana Yastremska   | 7                | 2           | 67          |  |  | 8            | Montserrat González | 6            | 6            | 3            |  |
|  | 8           | Montserrat González | 5                | 6           | 7           |  |  |              |                     |              |              |              |  |

### Sezione 5
|  | Primo turno | Primo turno              | Primo turno    | Primo turno | Primo turno |  |  | Ultimo turno | Ultimo turno | Ultimo turno | Ultimo turno | Ultimo turno |  |
|  |             |                          |                |             |             |  |  |              |              |              |              |              |  |
|  | 5           | Paula Cristina Gonçalves | 6              | 5           | 5           |  |  |              |              |              |              |              |  |
|  |             | Lu Jiajing               | 4              | 7           | 7           |  |  |              | Lu Jiajing   | Lu Jiajing   | 1            | 2            |  |
|  |             | Sofia Šapatava           | Sofia Šapatava | 3           | 65          |  |  | 12           | Fiona Ferro  | Fiona Ferro  | 6            | 6            |  |
|  | 12          | Fiona Ferro              | Fiona Ferro    | 6           | 7           |  |  |              |              |              |              |              |  |

### Sezione 6
|  | Primo turno | Primo turno                 | Primo turno                 | Primo turno | Primo turno |  |  | Ultimo turno | Ultimo turno     | Ultimo turno     | Ultimo turno | Ultimo turno |  |
|  |             |                             |                             |             |             |  |  |              |                  |                  |              |              |  |
|  | 6           | Françoise Abanda            | Françoise Abanda            | 6           | 6           |  |  |              |                  |                  |              |              |  |
|  | WC          | María Camila Osorio Serrano | María Camila Osorio Serrano | 2           | 4           |  |  | 6            | Françoise Abanda | Françoise Abanda | 5            | 3            |  |
|  | WC          | Jessica Plazas              | Jessica Plazas              | 0           | 2           |  |  | 11           | Jil Teichmann    | Jil Teichmann    | 7            | 6            |  |
|  | 11          | Jil Teichmann               | Jil Teichmann               | 6           | 6           |  |  |              |                  |                  |              |              |  |